# Reussia porosa
Reussia porosa är en mossdjursart som först beskrevs av Androsova 1958.  Reussia porosa ingår i släktet Reussia och familjen Bryocryptellidae. Inga underarter finns listade i Catalogue of Life.